# Vertigo
Elementalov peti album Vertigo izašao je u svibnju 2010. godine za Menart. Album je bio pod utjecajem rock’n’roll energije, a nosila ju je sviračka kombinacija basista Konija, bubnjara Johna i gitarista Erola. Album je 2010. glasovima domaćih glazbenih kritičara na Tportal.hr proglašen albumom godine, a 2011. je osvojio Porina u kategoriji »Najbolji album urbane i klupske glazbe«. S albuma je izdano 6 singlova: Vertigo, Priroda i društvo, Reži me, Osmijehom, Ljuljaj brod i Malena.

## Popis pjesama
| 1.    | »Priroda i društvo«  | Mirela Priselac Remi, Luka Tralić Shot | Konrad Lovrenčić Koni, Mirela Priselac Remi, Luka Tralić Shot, Ivan Vodopijec, Davor Zanoški, Erol Zejnilović | 4:19 |
| 2.    | »Vertigo«            | Mirela Priselac Remi                   | Konrad Lovrenčić Koni, Mirela Priselac Remi, Luka Tralić Shot, Ivan Vodopijec, Davor Zanoški, Erol Zejnilović | 3:55 |
| 3.    | »Reži me«            | Mirela Priselac Remi, Luka Tralić Shot | Konrad Lovrenčić Koni, Mirela Priselac Remi, Luka Tralić Shot, Ivan Vodopijec, Davor Zanoški, Erol Zejnilović | 3:51 |
| 4.    | »Gdje je moj grad«   | Mirela Priselac Remi                   | Konrad Lovrenčić Koni, Mirela Priselac Remi, Luka Tralić Shot, Ivan Vodopijec, Davor Zanoški, Erol Zejnilović | 4:10 |
| 5.    | »Danas ću ipak«      | Mirela Priselac Remi, Luka Tralić Shot | Konrad Lovrenčić Koni, Mirela Priselac Remi, Luka Tralić Shot, Ivan Vodopijec, Davor Zanoški, Erol Zejnilović | 3:50 |
| 6.    | »Ubila sam te«       | Mirela Priselac Remi                   | Konrad Lovrenčić Koni, Mirela Priselac Remi, Luka Tralić Shot, Ivan Vodopijec, Davor Zanoški, Erol Zejnilović | 3:36 |
| 7.    | »Ljuljaj brod«       | Mirela Priselac Remi, Luka Tralić Shot | Konrad Lovrenčić Koni, Mirela Priselac Remi, Luka Tralić Shot, Ivan Vodopijec, Davor Zanoški, Erol Zejnilović | 4:14 |
| 8.    | »Spusti me/digni me« | Mirela Priselac Remi, Luka Tralić Shot | Konrad Lovrenčić Koni, Mirela Priselac Remi, Luka Tralić Shot, Ivan Vodopijec, Davor Zanoški, Erol Zejnilović | 3:57 |
| 9.    | »Svojim putem«       | Mirela Priselac Remi, Luka Tralić Shot | Konrad Lovrenčić Koni, Mirela Priselac Remi, Luka Tralić Shot, Ivan Vodopijec, Davor Zanoški, Erol Zejnilović | 4:35 |
| 10.   | »Mogo sam«           | Mirela Priselac Remi, Luka Tralić Shot | Konrad Lovrenčić Koni, Mirela Priselac Remi, Luka Tralić Shot, Ivan Vodopijec, Davor Zanoški, Erol Zejnilović | 4:17 |
| 11.   | »Osmijehom«          | Mirela Priselac Remi, Luka Tralić Shot | Konrad Lovrenčić Koni, Mirela Priselac Remi, Luka Tralić Shot, Ivan Vodopijec, Davor Zanoški, Erol Zejnilović | 2:56 |
| 12.   | »Jaši, jaši«         | Mirela Priselac Remi, Luka Tralić Shot | Konrad Lovrenčić Koni, Mirela Priselac Remi, Luka Tralić Shot, Ivan Vodopijec, Davor Zanoški, Erol Zejnilović | 3:08 |
| 13.   | »Malena«             | Mirela Priselac Remi, Luka Tralić Shot | Konrad Lovrenčić Koni, Mirela Priselac Remi, Luka Tralić Shot, Ivan Vodopijec, Davor Zanoški, Erol Zejnilović | 3:38 |
| 50:27 |                      |                                        | |      |

- Sve aranžmane na albumu potpisuje grupa Elemental, odnosno Konrad Lovrenčić Koni, Mirela Priselac Remi, Luka Tralić Shot, Ivan Vodopijec, Davor Zanoški, Erol Zejnilović i Nataša Tonković.
- Album je sniman i miksan u Element studiju, osim klavira na pjesmi “Malena” koji je snimljen "u Aninoj kuhinji".

## Izvođači
- Branko Komljenović (Menart) - izvršni producent
- Damir Žižić - fotografije
- Davor Zanoški Zane - klavijature
- Erol Zejnilović - gitara, mix asistent
- Goran Raukar - dizajn omota albuma
- Gregor Zemljič (Earressistible Mastering) - mastering
- Ivan Vodopijec John - bubnjevi
- Konrad Lovrenčić Koni - bas gitara
- Luka Tralić Shot - vokal, produkcija, mix
- Mirela Priselac Remi - vokal
- Mirko Divić - trombon na pjesmi "Reži me"
- Nataša Tonković - vokal
- Stipe Mađor - truba na pjesmi "Reži me"